# Telesio Interlandi
Telesio Interlandi (né le 20 octobre 1894 à Chiaramonte Gulfi et mort à Rome le 15 janvier 1965) est un journaliste et propagandiste italien. Il a été l'un des principaux défenseurs de l'antisémitisme de l'Italie Fasciste.

## Biographie
Telesio Interlandi a eu son diplôme en droit et est devenu  journaliste, écrivant des articles pour des revues comme Il travaso delle idee (à partir de 1919), La Nazione (à partir de 1921), Impero (à partir de 1923), avant de rejoindre Il Tevere en 1924. Sous sa plume, la revue devient le premier diffuseur de la propagande antisémite de la presse italienne. À cet égard, il devient associé avec Roberto Farinacci et Giovanni Preziosi et  contribue à promouvoir la pensée antisémite. Figure importante au sein du Parti national fasciste, Interlandi a été le directeur de la Fédération Fasciste de la Presse italienne et  la tête de  l'Association Journaliste Fasciste .
Telesio Interlandi était un partisan de la ségrégation raciale et a estimé que le concept de race a été au centre de la  révolution  fasciste et la racine  de l'antisémitisme. Il fonde deux revues, Il Quadrivio en 1934 et La difesa della razza , en 1938, encensant à la fois l'antisémitisme et le Nazisme. Interlandi éprouvait une telle haine envers les Juifs qu'il a été rappelé à l'ordre par Benito Mussolini afin qu'il modère son langage.
Telesio Interlandi a continué à écrire après la fondation de la République de Salò, principalement pour Vita Italiana, le journal de Giovanni Preziosi. Il a également brièvement servi comme chef de la propagande pour l'État fantoche. Après la guerre, il n'a pas été emprisonné, mais a été privé de ses biens, et a disparu de la vie publique. Il n'avait pas d'implication directe avec le Mouvement Social italien, mais ses écrits ont eu une importante influence idéologique sur Giorgio Almirante.